# یواس‌اس پاساکوناوی (ای‌ان-۸۶)
یواس‌اس پاساکوناوی (ای‌ان-۸۶) (به انگلیسی: USS Passaconaway (AN-86)) یک کشتی بود که طول آن 168' 6" بود. این کشتی در سال ۱۹۴۴ ساخته شد.